# CDBurnerXP
CDBurnerXP è un software che permette la masterizzazione di supporti ottici (CD, DVD) compresi i Blu-Ray e gli HD DVD. Il programma è compatibile con il sistema Windows a partire da Windows 2000. Non è più gestito dal suo sviluppatore.

## Funzionalità

### Creazione CD e DVD dati
- masterizza dati su CD-R, CD-RW, DVD+R, DVD-R, DVD+RW, DVD-RW, compresi i dischi double layer
- supporta la scrittura di dati M-Discs, che promette più di 1000 anni di conservazione dei dati
- masterizza CD-mp3 per salvare molti file audio in un unico disco
- crea dischi avviabili
- disk spanning: divide i dati su più dischi
- verifica automaticamente i dati scritti al termine del processo di scrittura
- per l'aggiunta di file si può utilizzare il browser interno o la funzione Drop-Box per trascinare i file direttamente nell'area di masterizzazione
- masterizza al-volo e con la protezione buffer-underrun
- importa sessioni (ISO 9660) precedenti e modifica la struttura dei file esistente su CD/DVD
- cancellazione rapida/completa del disco
- copia dischi dati (l'eventuale protezione non viene bypassata)
- recupera le informazioni del masterizzatore e del disco

### Creazione CD Audio
- creare CD Audio dai seguenti formati: .mp3, .wav, .ogg, .flac, .wma, .ape, .mpc, .wv (WavPack)
- aggiunge tracce singole o multiple da un CD audio esistente direttamente in una nuova compilation senza dover estrarre le tracce (aggiunge i file .cda)
- esegue i file audio attraverso il player integrato
- supporto per la creazione di CD audio senza intervalli (modalità disc-at-once)
- Importa playlist M3U o WPL oppure compilations Nero audio (NRA)
- Supporto per Replaygain
- Supporto per CD-Text
- Importa CUE Sheets
- Esporta le compilation audio come playlist M3U e CUE sheet
- crea dischi formato mixed-mode

### Caratteristiche .iso
- masterizza file .iso su CD
- crea file .iso personalizzati
- converte file .bin o .nrg in ISO
- salva CD/DVD come file .iso su disco

### Altre caratteristiche
- semplice utility per stampare copertine di dischi audio/dati
- integrazione LightScribe
- versione linea di comando
- supporta la maggior parte di periferiche IDE, USB, Firewire e SCSI
- opzione integrata per abilitare l'accesso al masterizzatore a tutti gli utenti
- interfaccia multilingue
- aggiornamento online